# Stefan Gölles
Stefan Gölles (4 ottobre 1991) è un calciatore austriaco, difensore dell'Ilzer.

## Caratteristiche tecniche
È un terzino destro.

## Carriera
Cresciuto nel Pischeldorf, nel 2014 inizia la propria carriera professionistica fra le file del Weiz dove gioca due stagioni in Regionalliga segnando 3 reti in 40 incontri. Nel 2016 passa all'Hartberg dove al termine della sua prima stagione ottiene la promozione in Erste Liga; nel 2018 viene acquistato dal Wolfsberger, con cui debutta nella massima divisione austriaca giocando l'incontro perso 4-3 contro il St. Pölten. Poco utilizzato nelle due stagioni di militanza nel club bianconero, nel 2020 fa ritorno all'Hartberg.

## Statistiche
Statistiche aggiornate al 24 gennaio 2021.

### Presenze e reti nei club
| Stagione        | Squadra         | Campionato      | Campionato | Campionato | Coppe nazionali | Coppe nazionali | Coppe nazionali | Coppe continentali | Coppe continentali | Coppe continentali | Altre coppe | Altre coppe | Altre coppe | Totale | Totale | Totale |
| Stagione        | Squadra         | Comp            | Pres       | Reti       | Comp            | Pres            | Reti            | Comp               | Pres               | Reti               | Comp        | Pres        | Reti        | Pres   | Reti   |        |
| --------------- | --------------- | --------------- | ---------- | ---------- | --------------- | --------------- | --------------- | ------------------ | ------------------ | ------------------ | ----------- | ----------- | ----------- | ------ | ------ | ------ |
| 2014-2015       | Weiz            | RL              | 13         | 1          | CA              | 1               | 0               |                    | -                  | -                  |             | -           | -           | 14     | 1      |        |
| 2015-2016       | Weiz            | RL              | 27         | 2          | CA              | 1               | 0               |                    | -                  | -                  |             | -           | -           | 28     | 2      |        |
| 2016-2017       | Hartberg        | RL              | 14         | 3          | CA              | 2               | 0               |                    | -                  | -                  |             | -           | -           | 16     | 3      |        |
| 2017-2018       | Hartberg        | 1L              | 35         | 3          | CA              | 3               | 0               |                    | -                  | -                  |             | -           | -           | 38     | 3      |        |
| 2018-2019       | Wolfsberger II  | RL              | 2          | 1          |                 | -               | -               |                    | -                  | -                  |             | -           | -           | 2      | 1      |        |
| 2019-2020       | Wolfsberger II  | RL              | 2          | 1          |                 | -               | -               |                    | -                  | -                  |             | -           | -           | 2      | 1      |        |
| 2018-2019       | Wolfsberger     | BL              | 4          | 1          | CA              | 0               | 0               |                    | -                  | -                  |             | -           | -           | 4      | 1      |        |
| 2019-2020       | Wolfsberger     | BL              | 12         | 0          | CA              | 2               | 0               |                    | -                  | -                  |             | -           | -           | 14     | 0      |        |
| 2020-2021       | Hartberg        | BL              | 9          | 0          | CA              | 3               | 0               |                    | -                  | -                  |             | -           | -           | 12     | 0      |        |
| Totale carriera | Totale carriera | Totale carriera | 118        | 12         |                 | 12              | 0               |                    | -                  | -                  |             | -           | -           | 130    | 12     |        |